# دان مورغان (لاعب كرة قدم)
دان مورغان (بالإنجليزية: Dan Morgan)‏ هو لاعب كرة قدم نيوزيلندي في مركز الوسط، ولد في 1990 في أوكلاند في نيوزيلندا. لعب مع نادي أوكلاند سيتي.

## وصلات خارجية
- دان مورغان (لاعب كرة قدم) على موقع الاتحاد الدولي (مؤرشف)  (الإنجليزية)
- دان مورغان (لاعب كرة قدم) على موقع Soccerway.com (الإنجليزية)